# Giancarlo Toniutti
Pour les articles homonymes, voir Toniutti.
Giancarlo Toniutti (né à Udine le 21 mars 1963) est un compositeur italien de musique électronique.

## Biographie
Toniutti est compositeur de musiques électroacoustiques expérimentales depuis le début des années 1980. Après une expérience musicale centrée autour de vieux synthétiseurs analogiques utilisés dans des improvisations de musique électroniques allemande, il étudie la musique électronique au Conservatoire Benedetto Marcello de Venise de 1982 à 1985 avec Alvise Vidolin. Il s’intéresse dès lors aux arts visuels et autres installations sonores, ainsi qu’au phénomènes acoustiques naturels et à la manipulation sonore d’objets musicaux.
Après l'album La Mutazione chez Broken Flag, 1985, il a entamé des collaborations avec divers musiciens expérimentaux, pour revenir à la publication d'enregistrements personnels, en 2007.

## Œuvres
- 1982 Wechselwirkung (Giancarlo Toniutti 1)
- 1983 Metanarkosis (Giancarlo Toniutti 2)
- 1983 Das Todesantlitz (Giancarlo Toniutti 3)
- 1985 La Mutazione (LP, Broken Flag, BFV 6)
- 1986 Epigenesi (LP, livre, Giancarlo Toniutti K di Rn/4)
- 1990 Кулáк (camma), avec Conrad Schnitzler (LP, Urlo Panseri Editore, Hi-1 ' Hi in Rq/1990-UR-RI)
- 1993 Tahta Tarla, avec Andrew Chalk (LP, livre, Pans'urlo Panseri, g: Rm ' Rn/03Rn)
- 1997 *KO/USK-, avec Siegmar Fricke (CD/livre, Pans'ur Pans, cja'se me, M ' Rn+k/04Rn)
- 2007 Ura Itam Taala' Momojmuj Löwajamuj Cooconaja (remember how during the summer we sucked the löwa of the womenfolk)" (CD, Mini, Ltd) Ferns Recordings
- 2008 Qwalsamtimutkw?italuc'ik (and now he almost did make himself into hemlock needles, it is said) Sound-Field for Rattle-Harp (CD, livre) Alluvial
- 2009 - La Mutazione (CD, livre, Klanggalerie) - réédition
- 2009 The Early Tapes Period (Coffret 3 x 33 tours + un 25 cm) Vinyl On Demand.
- 2010 Iĝilaĝiilal Aglalgal (Was Brought Together In Baidars) (CDr, Mini, Ltd) Kaon
- 2015 La Mutazione (LP + CD, Black Truffle) - réédition avec inedite
- 2015 Counterchronology, avec Tiziano Dominighini  (CD, Final Muzik)
- 2016 The Sound-Placing land bridge, avec Tiziano Dominighini (CD, livre, menstrualrecordings)
- 2019 l'appendino (1849) (LP, menstrualrecordings)
- 2020 drookitarlùp, avec James Wyness (CD + livre + score, spazio di Hausdorff)
- 2021 Batlahatli, avec James Wyness (CD + livre, spazio di Hausdorff)
- 2023 disperse specie del mio sonno che mai ritornerà (LP édition limitée, Astres d'Or)
- 2024 bàardum guùmuse (for your red tongue) (CD + livre, Anomalous records)
- 2024 due scritti imperfetti, avec Deison, Massimo Toniutti (CD, 13)
- 2025 argille (LP édition limitée, Astres d'Or)

## Compilations
- 1982 - dämmerig (LP, AAVV, International Friendship, Syncord 1983)
- 1983 - Postsarkom (invasione+embrionìa) (5LP Box Set/5CD Box Set, AAVV, Broken Flag a restrospective 1982-1985, VOD-Records 2007/2012)
- 1983 - Some Fibres (Cassetta, AAVV, Trial By Ordeal, Broken Flag 1984) - + (5LP Box Set/5CD Box Set, AAVV, Broken Flag a restrospective 1982-1985, VOD-Records 2007/2012)
- 1983 - Neocortex (Cassetta, AAVV, Trial By Ordeal, Broken Flag 1984) - + (5LP Box Set/5CD Box Set, AAVV, Broken Flag a restrospective 1982-1985, VOD-Records 2007/2012)
- 1983 - Attimo 3 (3LP+10"EP+livre Box Set, Giancarlo Toniutti, the early tapes period, VOD-Records 2009)
- 1984 - Apoplettica (CD+livre, Giancarlo Toniutti, La Mutazione, Klanggalerie 2009)
- 1984 - "...dalla bocca della bestia selvaggia..." (LP, AAVV, Transatlantic Overdub, De Fabriek 1985)
- 1984 - in ossa nere (Cassette, AAVV, Macchinazione, DN1985)
- 1985 - dell'atrocità sui calcagni (Cassette, AAVV, Aritmia, Doposhot 1986)
- 1985 - covar peste in cagna (LP, AAVV, Never Say When, Boken Flag 1987)
- 1985 - clitoride-cale (Cassette, AAVV, New Babel, AC1986)
- 1986 - clavicola inostro (Cassette, AAVV, Wolfsangel, Nihilistic Recordings 1987)
- 1986 - .ènkhyma sia. (Cassette, AAVV, Molteplice Enarmonico, Technological Feeling 1986)
- 1986 - mikro-organon rudimentale erettile (Cassette, AAVV, De Arte Moriendi, Misty Circles 1986)
- 1986 - l'occhio avviene (all'occhio) dalla nuca (Cassette, AAVV, The Storm of the Passion, S.P. 1986)
- 1986 - reseca litolalìa (Cassette, AAVV, Le Petit Mort', Cthulhu records 1987)
- 1986 - ergodìque per piccole labbra (Cassette, AAVV, A Crutch or Reel or Water-plant, Epitapes 1992)
- 1986 - per lo sterno afazija (Cassette, AAVV, Caustic Showers, Caustic Tapes 1986)
- 1986 - (trakheîa) a-phôné (Cassette, AAVV, Registro de Voces, IEP 1987)
- 1986 - stanza, 57 scritture (Cassette, AAVV, Osculum Infame, M.T.T. Records 1987)
- 1987 - Rododèndro (Cassette, AAVV, Let's talk of graves, and worms..., Epitapes 1987)
- 1987 - àcaro-diplopìa (Cassette, AAVV, My dream date with Boyd Rice, Epitapes 1987)
- 1987 - rasùranìdo (LP, AAVV, Undying, Freedom in a Vacum 1991)
- 1989 - Joanissei (Cassette, AAVV, Flower God, Epitapes 1992)
- 1990 - a x'éi shat'íx' (CD, AAVV, Itineraire, Selektion 1995)
- 1996 - hal qájgein hal qáagalgan (4CD, RLW,Tulpas, Selektion 1997)
- 1998 - awijágandeng mónni (CD, AAVV, The sound of nature the nature of sound, kaon 2001)
- 2004 - haw RumRudada (4LP set, AAVV, Viva Negativa! - A Tribute to TNB, Vinyl-on-Demand 2005/2006 + 2CD set, AAVV, Viva Negativa! - A Tribute to TNB vol.II Europe, VOD 2010)
- 2008 - kudi ch'vit'anc (head is whistling) (CD, AAVV, Zelphabet vol. G, Zelphabet 2009)
- 2009 - chooramuukk, girasrum (copper-nose, iron-head) (2CDr, AAVV, Framework 250, Framework edition 2010)

## "airthrob in"
avec Tiziano Dominighini
- 1980 - since angle end (vitrified trajectory) (Cassette, édition privée)
- 1982 - Sound-Placing (Cassette, Giancarlo Toniutti 0)

in compilations
- 1981 - Empty House (3LP+10"EP+livre Box Set, Giancarlo Toniutti, the early tapes period, VOD-Records 2009)
- 1981 - This silent room (3LP+10"EP+livre Box Set, Giancarlo Toniutti, the early tapes period, VOD-Records 2009)
- 1981 - einen Pfad lang (3LP+10"EP+livre Box Set, Giancarlo Toniutti, the early tapes period, VOD-Records 2009)
- 1983 - Im Atembauch (Cassette, AAVV, Trax of Poland, Trax 1983)
- 1983 - Endoplasia (Cassette, AAVV, the Extinction, The Scream 1984)

## Paroksi-Eksta (avec Giuliana Stefani, Massimo Toniutti, Daniele Pantaleoni)
- 1985 Icona o la lue (Cassette, AAVV, Morality, 1985), Broken Flag BF41
- 1985 Pneuma ha iato (2LP,AAVV,  F/ear this, 1987), P.E.A.C.E. No. 4/5

## Avec Mauro Toniutti et Teho Teardo
- 1987 E' un animale, come un filobus (Cassette, AAVV, Osculum Infame, 1987), M.T.T. Records XXIII

[modifica]